# Терио, Джон
Джон Терио́ (англ. John Theriault; род. 22 января 1960, Цвайбрюккен) — австралийский кёрлингист и спортивный функционер.
Играет в основном на позициях второго и третьего.
В составе мужской команды Австралии участвовал в чемпионатах мира (лучший результат — девятое место) и чемпионатах Тихоокеанского региона (выиграли чемпионат в 1997). В составе мужской ветеранской команды Австралии участвовал в чемпионатах мира среди ветеранов (бронзовые призёры в 2013). Девятикратный чемпион Австралии среди мужчин.
По состоянию на 2012 год был президентом Австралийской федерации кёрлинга.

## Достижения
- Тихоокеанско-азиатский чемпионат по кёрлингу: золото (1997), серебро (1999, 2000, 2002, 2003, 2004), бронза (1998, 2001, 2010).
- Чемпионат Австралии по кёрлингу среди мужчин: золото (1997, 1998, 1999, 2000, 2001, 2002, 2003, 2004, 2009).
- Чемпионат мира по кёрлингу среди ветеранов: бронза (2011).

## Команды
| Сезон     | Четвёртый       | Третий       | Второй        | Первый       | Запасной                              | Турниры                      |
| --------- | --------------- | ------------ | ------------- | ------------ | ------------------------------------- | ---------------------------- |
| Канада    |                 |              |               |              |                                       |                              |
| 1978—79   | Chris MacKinnon | Джон Терио   | Al Jensen     | Jim Jensen   |                                       | [ 4 ]                        |
| 1992—93   | Brad Shinn      | Джон Терио   | Dave Stanley  | Geoff Colley |                                       | [ 5 ]                        |
| Австралия |                 |              |               |              |                                       |                              |
| 1997—98   | Хью Милликин    | Тревор Шумм  | Джон Терио    | Стивен Джонс | Стивен Хьюитт (ЧМ)                    | ТАЧ 1997 · ЧМ 1998 (9 место) |
| 1998—99   | Хью Милликин    | Стивен Джонс | Джон Терио    | Джеральд Чик |                                       | ТАЧ 1998                     |
| 1999—00   | Хью Милликин    | Джон Терио   | Джеральд Чик  | Стивен Джонс |                                       | ТАЧ 1999                     |
| 2000—01   | Хью Милликин    | Джеральд Чик | Джон Терио    | Стивен Джонс |                                       | ТАЧ 2000                     |
| 2001—02   | Хью Милликин    | Иэн Палангио | Джон Терио    | Стивен Джонс |                                       | ТАЧ 2001                     |
| 2002—03   | Хью Милликин    | Иэн Палангио | Джон Терио    | Стивен Джонс | Стивен Хьюитт                         | ТАЧ 2002                     |
| 2003—04   | Иэн Палангио    | Хью Милликин | Джон Терио    | Стивен Джонс | Рики Таскер                           | ТАЧ 2003                     |
| 2004—05   | Хью Милликин    | Иэн Палангио | Джон Терио    | Стивен Джонс |                                       | ТАЧ 2004                     |
| 2004—05   | Иэн Палангио    | Хью Милликин | Джон Терио    | Стивен Джонс | Стивен Хьюитт                         | ЧМ 2005 (10 место)           |
| 2009—10   | Иэн Палангио    | Хью Милликин | Джон Терио    | Ted Bassett  |                                       | ТАЧ 2009 (4 место)           |
| 2010—11   | Иэн Палангио    | Хью Милликин | Джон Терио    | Мэтт Панусси | Vaughan Rosier тренер: Джей Мерчант   | ТАЧ 2010                     |
| 2010—11   | Хью Милликин    | Джон Терио   | Джим Аллан    | Dave Thomas  | Том Кидд                              | ЧМВ 2011                     |
| 2011—12   | Хью Милликин    | Джон Терио   | Стивен Хьюитт | Rob Gagnon   | Wyatt Buck                            | ЧМВ 2012 (7 место)           |
| 2016—17   | Хью Милликин    | Джон Терио   | Джим Аллан    | Стивен Джонс | John Anderson тренер: Sandra Thompson | ЧМВ 2017 (5 место)           |

(скипы выделены полужирным шрифтом)

## Частная жизнь
Родился и вырос в ФРГ, в 1970-х годах переехал в Канаду, где и начал заниматься кёрлингом. Во второй половине 1990-х годов переехал в Австралию.
По состоянию на 2005 год, Джон Терио проживал в Сиднее, был женат, у них было четверо детей, работал в IT-компании Indigo Pacific.